# Malajsijské královské letectvo

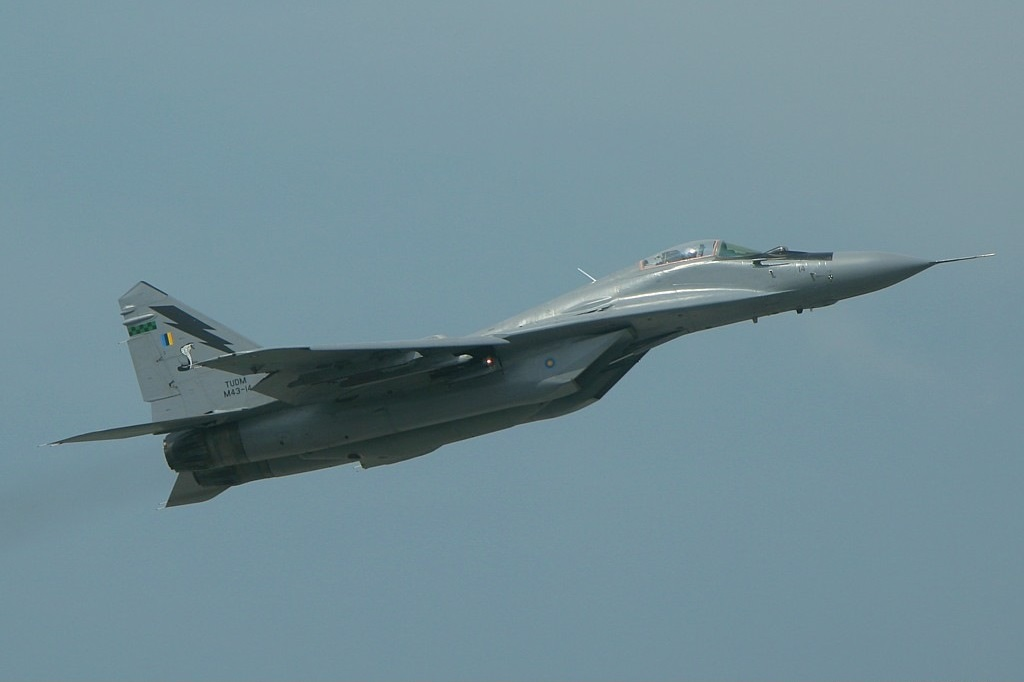
Malajsijský MiG-29

Malajsijské královské letectvo (malajsky Tentera Udara DiRaja Malaysia) je letecká složka ozbrojených sil Malajsie.

## Přehled letecké techniky
Tabulka obsahuje přehled letecké techniky vzdušných sil Malajsie podle Flightglobal.com.
| Název                          | Fotografie     | Původ              | Určení                                  | Verze            | Ve službě      | Poznámky                                                                             |                |
| Bojové letouny                 | Bojové letouny | Bojové letouny     | Bojové letouny                          | Bojové letouny   | Bojové letouny | Bojové letouny                                                                       | Bojové letouny |
| ------------------------------ | -------------- | ------------------ | --------------------------------------- | ---------------- | -------------- | ------------------------------------------------------------------------------------ | -------------- |
| Boeing F/A-18 Hornet           |                | USA                | víceúčelový bojový letoun               | F/A-18D          | 8              |                                                                                      |                |
| Northrop F-5                   |                | USA                | stíhací letoundvoumístný letoun         | F-5E/RF-5EF-5F   | 63             |                                                                                      |                |
| BAE Hawk                       |                | Spojené království | lehký bojový letoun                     | Hawk Mk.208      | 13             |                                                                                      |                |
| MiG-29                         |                | Sovětský svaz      | stíhací letoun                          |                  | 10             |                                                                                      |                |
| Suchoj Su-30                   |                | Rusko              | víceúčelový stíhací letoun              | Su-30MKM         | 18             |                                                                                      |                |
| Speciální letouny              |                |                    |                                         |                  |                |                                                                                      |                |
| Beechcraft Super King Air      |                | USA                | námořní hlídkový letoun                 | King Air 200 MPA | 4              |                                                                                      |                |
| Lockheed KC-130 Hercules       |                | USA                | letoun pro tankování paliva za letu     | KC-130H          | 4              |                                                                                      |                |
| Dopravní a transportní letouny |                |                    |                                         |                  |                |                                                                                      |                |
| Airbus A400M Atlas             |                | Evropská unie      | taktický transportní letoun             |                  | 1              | Objednány další 3 kusy.                                                              |                |
| CASA CN-235                    |                | Evropská unie      | taktický transportní letoun             |                  | 6              |                                                                                      |                |
| Lockheed C-130 Hercules        |                | USA                | taktický transportní letoun             | C-130H           | 10             | 1 exemplář ve variantě PC-130H, využitelné jako transportní a jako námořní hlídkový. |                |
| Vrtulníky                      |                |                    |                                         |                  |                |                                                                                      |                |
| Aérospatiale Alouette III      |                | Francie            | lehký užitkový vrtulník                 | SA 316B/SA 319B  | 15             |                                                                                      |                |
| Eurocopter EC 725              |                | Evropská unie      | víceúčelový vrtulník                    | H225M Caracal    | 12             |                                                                                      |                |
| Sikorsky S-61                  |                | USA                | víceúčelový vrtulník/pátrání a záchrana | S-61A-4 Nuri     | 27             |                                                                                      |                |
| Cvičná letadla                 |                |                    |                                         |                  |                |                                                                                      |                |
| Aermacchi MB-339               |                | Itálie             | cvičný letoun                           | MB-339AM         | 8              |                                                                                      |                |
| BAE Hawk                       |                | Spojené království | cvičný letoun                           | Hawk Mk.108      | 6              |                                                                                      |                |
| Beechcraft Super King Air      |                | USA                | dvoumotorový cvičný letoun              | King Air 350     | 2              |                                                                                      |                |
| Pilatus PC-7                   |                | Švýcarsko          | cvičný letoun                           | PC-7/Mk.II       | 49             | Předběžně objednáno dalších 12 kusů.                                                 |                |